# Морнарички истражитељи (12. сезона)
Дванаеста сезона амерички полицијо-процедуралне драме Морнарички истражитељи је емитована од 23. септембра 2014. до 12. маја 2015. године на каналу ЦБС у истом термину као и претходне сезоне, уторком у 20 часова. Ово је прва сезона у којој огранак Морнарички истражитељи: Лос Анђелес није емитован након ове серије. Од ове сезоне је огранак Морнарички истражитељи: Њу Орлеанс емитован након серије Морнарички истражитељи. Цела глумачка постава из једанаесте сезоне је обновила уговоре и вратила се у овој сезону. Премијерна епизода емитована је 23. септембра 2014. и видело ју је 18,23 милиона људи.
Главни антагониста сезоне је Сергеј Мишњев кога игра Алекс Видов. Овај лик се први пут појављује у премијерној епизоди "Двадесет кликова". У четвртој епизоди „Захват гушења“ један од Сергејевих сарадника је послат у Сједињене Државе да убије руског научника који је одбио да ради са њим. Антон Павленко (претходно виђен у епизоди "Двадесет кликова") којег тумачи Лав Горн је руски саветник који се поново појављује у овој епизоди. Видов се враћа као Сергеј у епизоди „Провера“ где се „приближава“ Гибсу тако што убија његову бившу жену Дајен на исти начин на који је убијена Кејтлин Тод, прогон још једну његову бившу жену Ребеку, и исценирава смрти које личе на убиства Мајка Френкса и Џенифер Шепард. Сергеј се поново враћа у епизоди „Грозница“ где га убија Тобијас Форнел који је такође био ожењен Дајен у једном тренутку и који се суочавао са жестоком жалошћу и потиштеношћу након Дајениног убиства. Откривено је да су Сергеј и Ари Хасвари браћа по матери док су Ари и Зива Давид били брат и сестра по оцу Илају.

## Опис
Главна постава се у овој сезони није мењала.

## Улоге

### Главне
- Марк Хармон као Лерој Џетро Гибс
- Мајкл Ведерли као Ентони Динозо мл.
- Поли Перет као Ебигејл Шуто
- Шон Мареј као Тимоти Мекги
- Брајан Дицен као Џејмс Палмер
- Емили Викершом као Еленор Бишоп
- Роки Керол као Леон Венс
- Дејвид Мекалум као др. Доналд Малард

### Епизодне
- Саша Александер као Кејтлин Тод (Епизода 23)
- Лорен Холи као Џенифер Шепард (Епизода 23)

## Епизоде
| Бр. у серији | Бр. у сезони | Назив                          | Редитељ           | Сценариста                     | Пpемијерно емитовање | Пpод. код | Бр. гледалаца (у милионима) |
| --- | ------------ | ------------------------------ | ----------------- | ------------------------------ | -------------------- | --------- | --------------------------- |
| 259 | 1            | "Двадесет кликова (1. део)"    | Тони Вармби       | Гери Гласберг и Скот Вилијамс  | 23. септембар 2014.  | 1201      | 18.23                       |
| Гибс и Макги испраћају рачунарског инжењера са поверљивим подацима у САД из Русије. Ствари крећу по злу кад је њихов превозни хеликоптер оборен изнад Кољског полуострва код Финске границе. Екипа у МЗИС-овом одељењу у Вашингтону мора да управља дипломатским минским пољем кад руска амбасада ћути о потрази и напорима спашавања, а Еби открива да је хеликоптер оборен руским пројектилом који је уккрао скуп плаћеника који хоће своју освету. |              |                                |                   |                                |                      |           |                             |
| 260 | 2            | "Убити гласника"               | Денис Смит        | Џорџ Шенк и Френк Кардеа       | 30. септембар 2014.  | 1202      | 18.84                       |
| Поручник-командир из војске Сједињених Држава је убијен пре него што се лично састао са председником Сједињених Држава. Екипа истражује да види да ли је он још једна несрећна жртва злочина или намерна мета због вредних података. Директор Венс прима неке поражавајуће вести. |              |                                |                   |                                |                      |           |                             |
| 261 | 3            | "Тако то иде"                  | Лесли Либмен      | Стивен Д. Бајндер              | 7. октобар 2014.     | 1203      | 17.30                       |
| Даки се враћа у Лондон након што случај открије повезаност са његовом отуђеним другом из детињства. Са њим иде агенткиња Бишоп, која му помаже да разговара са друговом породицом и сарадницима. У међувремену, Даки се сећа одлуке коју је донео у прошлости и какав она утицај има на његов садашњи живот. |              |                                |                   |                                |                      |           |                             |
| 262 | 4            | "Захват гушења (2. део)        | Теренс О’Хара     | Кристофер Џ. Вејлд             | 14. октобар 2014.    | 1204      | 17.26                       |
| Секретарка морнарице Портер ставља екипу МЗИС-а у противтерористичку јединицу пошто је руски научник који је хтео да дође у САД пронађен мртав. |              |                                |                   |                                |                      |           |                             |
| 263 | 5            | "Сан Доминик"                  | Арвин Браун       | Кристофер Силбер               | 21. октобар 2014.    | 1205      | 17.13                       |
| Специјални агент Гибс и агент ИСОС-а Борин проналазе тело човека који је члан посаде брода који је удаљен 60 наутичких миља. Кад је дошао на брод, Гибс схвата да њиме командују гусари, али није све као што изгледа. |              |                                |                   |                                |                      |           |                             |
| 264 | 6            | "Препоручен родитељски надзор" | Томас Џ. Врајт    | Џенифер Корбет                 | 28. октобар 2014.    | 1206      | 17.53                       |
| Жена којој је муж МВК-овац и чије је име на џихадистичком списку за убиство је убијена, а екипа мора да открије да ли је њена смрт исход терористичког напада или нечег много злокобнијег. Једна од Тонијевих старих другарица, посебна агенткиња АДВОД-а Зои Китс, је дошла. |              |                                |                   |                                |                      |           |                             |
| 265 | 7            | "Претраживачи"                 | Тони Вармби       | Ђина Лучита Монтреал           | 11. новембар 2014.   | 1207      | 17.49                       |
| Након убиства главног наредника у пензији, МЗИС открива преварљиве добротворе којима су мете они који траже нестала војна лица. У међувремену, Бишопова је у агонији због исхода њеног приправничког испита. |              |                                |                   |                                |                      |           |                             |
| 266 | 8            | "Увек јаки"                    | Денис Смит        | Метју Р. Џарет и Скот Џ. Џарет | 18. новембар 2014.   | 1208      | 18.10                       |
| Гибс тражи начин да ослободи војну болничарку оптужби да је незаконито помагала жртвама саобраћајне несреће. Ебин однос са Бартом долази до двомесечног обележја. |              |                                |                   |                                |                      |           |                             |
| 267 | 9            | "Казна"                        | Бетани Руни       | Скот Вилијамс                  | 25. новембар 2014.   | 1209      | 16.01                       |
| Док се време погоршава напољу, Динозо, Бишопова и њен муж Џејк су заглављени на аеродрому "Дулс" где раде на случају терористичког напада. |              |                                |                   |                                |                      |           |                             |
| 268 | 10           | "Кућни ред"                    | Теренс О’Хара     | Кристофер Џ. Вејлд             | 16. децембар 2014.   | 1210      | 17.53                       |
| Кад се напад одбијања службе проширио интернетом у Вашингтону, МЗИС тражи помоћ од троја хакера на које су раније наишли: Аџаја Кана ("Канаринац"), Кевина Хусеина ("Двадесет кликова") и Хајди Партриџ ("Страница није пронађена"). Случај тера Мекгија да размисли о Гибсовим правилима и о његовом отуђеном односу са оцем који умире. |              |                                |                   |                                |                      |           |                             |
| 269 | 11           | "Провера (3. део)"             | Алрик Рајли       | Стивен Д. Бајндер              | 6. јануар 2015.      | 1211      | 19.76                       |
| Екипа МЗИС- истражује низ места злочина који су изгледа имитација ранијих случајева. На изненађење, Гибсове бвише жене Дајен и Ребека се појављују на једном од места злочина да би поразговарале о нечему важном са њим. Страшне последице следе. |              |                                |                   |                                |                      |           |                             |
| 270 | 12           | Унутрашњи непријатељ           | Џејмс Вајтмор мл. | Џорџ Шенк и Френк Кардеа       | 13. јануар 2015.     | 1212      | 19.87                       |
| МЗИС јури домаћу терористичку ћелију након што је мисија у Сирији открила да је Американац учествовао у отмици социјалног радника. Мекги и Бишопова испитују Тонијеве навика након што агенткиња АДВОД-а Зои Китс вратила да сарађује на случају и испада да му је девојка. У међувремену, Тобијас Форнел се бори са губитком Дајен и тиме што подиже Емили сам.                                                                                      |              |                                |                   |                                |                      |           |                             |
| 271 | 13           | "Ми градимо, ми се боримо"     | Роки Керол        | Џенифер Корбет                 | 3. фебруар 2015.     | 1213      | 18.64                       |
| Истрага екипе МЗИС-а о смрти официра открива да је он био педер, а истрага увлачи и Холис Ман кад је жртва била изабрана за Орден части. У међувремену, Брини почињу трудови и она рађа ћерку: Викторију Елизабет Палмер. |              |                                |                   |                                |                      |           |                             |
| 272 | 14           | "Марш"                         | Тони Вармби       | Кристофер Силбер               | 10. фебруар 2015.    | 1214      | 18.77                       |
| Кад је војни редов пронађен мртав, истрага води Тонија и Бишопову до школе у коју је редов ишао (а и Тони), где откривају неке мрачне тајне које круже академијом. Бишопова и Џејк позивају Гибса, Мекгија и Тонија на вечеру. |              |                                |                   |                                |                      |           |                             |
| 273 | 15           | "Грозница (4. део)"            | Бетани Руни       | Скот Вилијамс                  | 17. фебруар 2015.    | 1215      | 18.06                       |
| Када је експлозија на самиту о терористичким претњама исходовала смрћу војног подофицира, екипа МЗИС-а истражује. Гибс касније одлучује да скрати рад на случају да би помогао Форнелу, који је на ивици нервног слома због смрти жене. На крају, екипа МЗИС-а открива да је Сергеј Мишњев полубрат покојног терористе Арија Хасварија. Сергејев режим терора се на крају завршава кад је убијен, овог пута Форнеловим рукама.                        |              |                                |                   |                                |                      |           |                             |
| 274 | 16           | "Бљесак из прошлости"          | Денис Смит        | Дејвид Џ. Норт                 | 24. фебруар 2015.    | 1216      | 17.38                       |
| Када је за жртву убиства откривено да има легитимацију коју је Гибс користио за тајне задатке пре 20 година, истрага доводи до открића да је још неколико легитимација за тајне задатке узето да их користи спрска служба. |              |                                |                   |                                |                      |           |                             |
| 275 | 17           | "Свемогући уметник"            | Теренс О’Хара     | Ђина Лучита Монтреал           | 10. март 2015.       | 1217      | 16.22                       |
| Након убиства поручника у адмираловој канцеларији, екипу истрага води у потрагу за сликом у коју су сакрили уређаје за прислушкивање терористи. Тонијев отац се враћа након што га је вереница напустила и ускоро се придружује на случају. |              |                                |                   |                                |                      |           |                             |
| 276 | 18           | "Стање надоградње"             | Холи Дејл         | Кристофер Џ. Вејлд             | 24. март 2015.       | 1218      | 16.23                       |
| Након што је лопов убијен у војниковој кући, екипу истрага одводи до тога да удруже снаге са министарством одбране и Дилајлом да би пронашли терористу. |              |                                |                   |                                |                      |           |                             |
| 277 | 19           | "Стрпљење"                     | Томас Џ. Врајт    | Стивен Џ. Бајндер              | 31. март 2015.       | 1219      | 16.60                       |
| Кад су наводни подофицир и жена коју је превозио побијени, истрага екипе доводи Гибса и Тонија да ставе Макгија и Бишопову на нерешен случај на ком су накеда радили - бомбардовање из '79, а текући случај им помогне не само да докажу ко је одговоран, него и где је бомбаш. |              |                                |                   |                                |                      |           |                             |
| 278 | 20           | "Нема доброг"                  | Арвин Браун       | Џорџ Шенк и Френк Кардеа       | 7. април 2015.       | 1220      | 16.85                       |
| Кад је за војника откривено да је упуцан оружјем из складишта АДВОД-а, МЗИС открива да је жртва тражила жену коју је отео одметнути АДВОД-ов доушник. У међувремену, ствари постају сложеније за Тонија кад се његов отац врати да упозна Зои. |              |                                |                   |                                |                      |           |                             |
| 279 | 21           | "Изгубљени у преводу"          | Тони Вармби       | Џенифер Корбет                 | 14. април 2015.      | 1221      | 15.84                       |
| Након што је војни капетан пронађен мучен и убијен, екипу истрага одводи до Авганистанца који је радио као преводилац за покојног и његовог брата који је немилосрдни Талибански оперативац. Бишоповина прошлост избија на светлост кад она и Гибс оду у Авганистан. |              |                                |                   |                                |                      |           |                             |
| 280 | 22           | "Гном (1. део)"                | Денис Смит        | Скот Вилијамс                  | 28. април 2015.      | 1222      | 14.85                       |
| Кад је војна рачунарска официрка који је радила за ОНИ пронађена мртва, а врат јој је пререзан, екипа се спаја са Недом Дорнегетом да би истражила њену рачунарску активност и њихова истрага ускоро одводи до грубог раскршћа са СДБ-ом, а онда до нечег већег. |              |                                |                   |                                |                      |           |                             |
| 281 | 23           | "Изгубљени дечаци (2. део)"    | Џејмс Вајтмор мл. | Ђина Лучита Монтреал           | 5. мај 2015.         | 1223      | 14.05                       |
| МЗИС тражи терористичку организацију познату под називом "Позив", скуп који мобилише децу и младе преко интернета. Појава Кејтлин Тод и Џенифер Шепард. |              |                                |                   |                                |                      |           |                             |
| 282 | 24           | "Недођија (3. део)"            | Тони Вармби       | Гери Гласберг                  | 12. мај 2015.        | 1224      | 14.94                       |
| Након терористичког напада у којем је погинуо агент Нед Дорнегет, МЗИС наставља потрагу за члановима "Позива", терориситчке организације која мобилише младе преко интернета. Међутим, исход је осећајан и потресан губитак екипу. |              |                                |                   |                                |                      |           |                             |

## Снимање
ЦБС је 13. марта 2014. обновио серију за ову сезону. Дана 11. јуна 2014. на Филмском фестивалу у Кану, Морнарички истражитељи су наведени као најгледанија драма на свету са 57,6 милиона гледалаца широм света. Гери Гласберг, извршни продуцент серије, рекао је: „Како Морнарички истражитељи улазе у своју 12. сезону, ми смо били пресрећни кад смо сазнали да смо сада драма број 1 на свету. Није тајна да су одлучност и екипни рад омогућили нашим глумцима и екипи да наставе са приказивањем серије на коју смо заиста поносни. Такође знамо да не би били овде без подршке и оданости најбољих обожавалаца на телевизији. Хвала нашој публици широм света што нам је помогла да започнемо нову сезону овако." У првој половини јула 2014. глумци су добили сценарио за прву епизоду „Двадесет кликова (1. део)“. Снимање ове епизоде почело је последње недеље јула.

## Међународно приказивање
Сезона се емитује истовремено на Глобалу у Канади. Почела је да се емитује 30. септембра 2014. на Мрежи десет у Аустралији. У Великој Британији и Ирској премијерно је приказана 9. јануара 2015. на Фоксу.